# Новый Вагиль

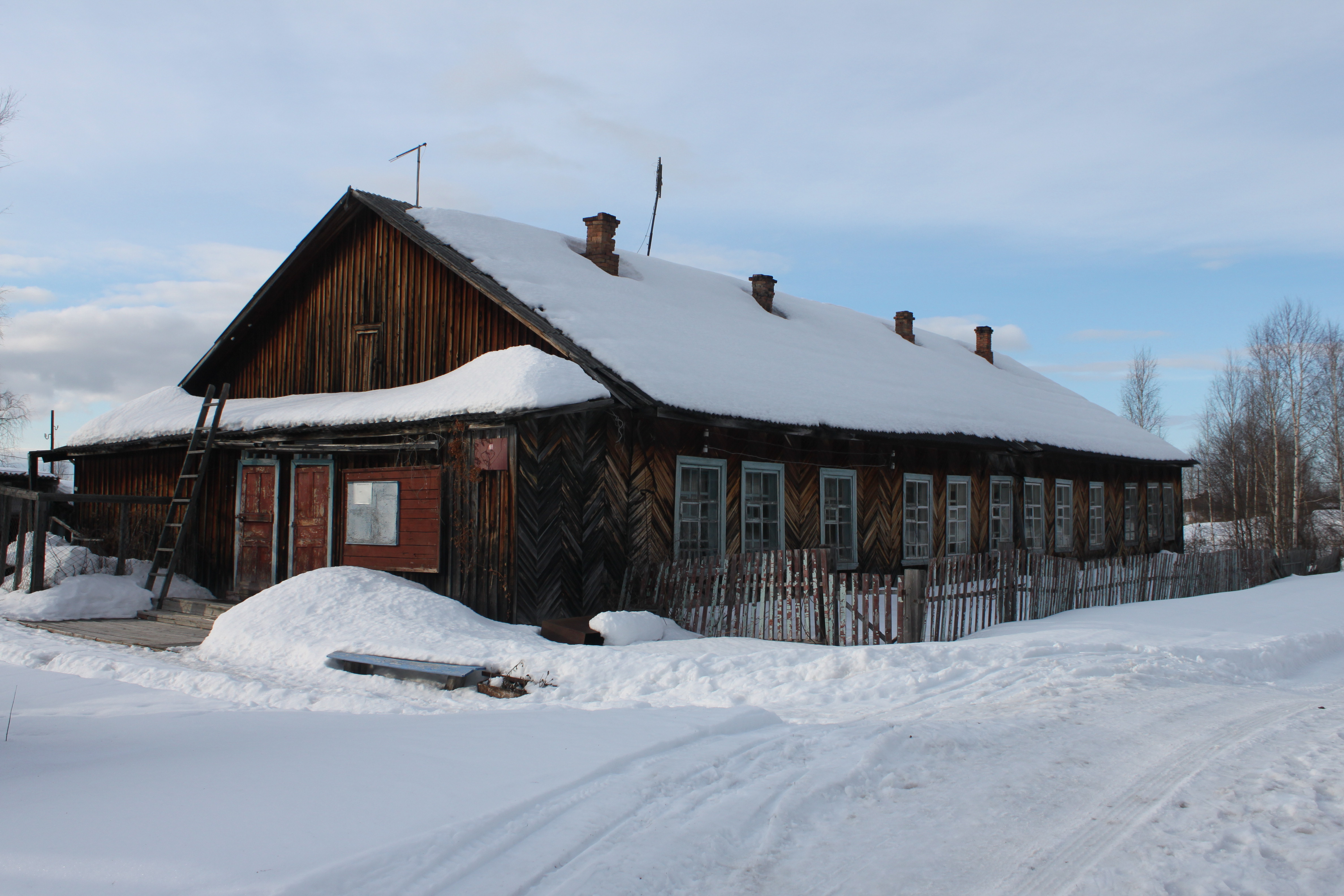
Сельсовет и почта

Новый Вагиль — посёлок в Гаринском городском округе Свердловской области России. Автомобильное сообщение с посёлком отсутствует.

## Географическое положение
Новый Вагиль расположен в 63 километрах к северо-северо-западу от посёлка Гари, в лесной местности, на левом берегу реки Лозьвы (левого притока реки Тавды). Автомобильное сообщение с посёлком отсутствует, имеется только водное сообщение по Лозьве. В 2 километрах от посёлка расположено Черноплёсовское болото.

## Узкоколейная железная дорога
В советское время в посёлке имелась начальная станция узкоколейной железной дороги Новый Вагиль — Туман (озеро Большой Вагильский Туман).

## Экономика
В Новом Вагиле находилось учреждение АБ-239/8 ГУИН. Расформировано в 1997 году.

## Население
| 2002 | 2010 | 2021 |
| ---- | ---- | ---- |
| 91   | ↘28  | ↘9   |

## В культуре
О жизни посёлка Нового Вагиля после закрытия колонии режиссёр Андрей Титов снял документальный фильм «Воля-неволя» (кинокомпания «Снега», 2006).